# راهول برمن
راهول دِو برمن (به انگلیسی: Rahul Dev Burman; تلفظ بنگالی: [Rahul Deb Bôrmon])؛ یا ر. د. برمن (به انگلیسی: R. D. Burman)؛ و با نام مستعار پانچام (به انگلیسی: Pancham); (۲۷ ژوئن ۱۹۳۹ – ۴ ژانویهٔ ۱۹۹۴) یک موسیقی‌دان و آهنگساز موسیقی فیلم اهل هند بود که به عنوان یکی از هدایت‌کنندگان تأثیرگذار صنعت سینمای هند شناحته می‌شود. او تنها پسر آهنگساز پرآوازه ساچین دو برمن بود.
از دهه ۱۹۶۰ تا دهه ۱۹۹۰ برمن ۳۳۱ موسیقی فیلم ساخت. او بیشتر در صنعت فیلم هندی فعال بود و چند تک ترانه نیز ساخت. برمن عمدتاً با همسر خود آشا بهوسله و همچنین کیشور کومار کار کرد و آهنگ‌های ساخته شده او این خوانندگان را به شهرت رساند. او همچنین بسیاری از آهنگ‌های خوانده شده توسط لتا منگیشکر را به ثمر رساند. او به عنوان کسی که نفوذ زیادی بر نسل بعدی کارگردانان موسیقی هندی داشت و آهنگ‌هایش همچنان در هند محبوب است شناخته می‌شود.
وی بارها نامزد دریافت جایزه فیلم‌فیر شد که فقط ۳ جایزه به او تعلق گرفت که یکی از آن‌ها پس از درگذشتش بود.
در ۲۳ ژوئن ۲۰۱۶ موتور جستجوی گوگل به مناسبت ۱۰۹مین سالروز تولد راهول دِو برمن و به افتخار او گوگل دودل صفحه اصلی خود را در هند و سری‌لانکا تغییر داد.